# Bernard Peiffer
Bernard Peiffer, con frecuencia escrito Pfeiffer, fue un pianista y director de orquesta de jazz francés, fallecido en París, en 1977.
Premio especial del Conservatorio de París y muy influido inicialmente por Erroll Garner y Fats Waller, logró desarrollar no obstante un estilo propio cercano al hard bop. Tuvo gran popularidad en Francia en los años 1950, actuando con Dany Kane, James Moody, el grupo Be-bop Minstrels y su propio trío. A mediados de la década de los cincuenta, formó su propia banda ("The Saint-Germain-des-Prés Orchestra", 1954) con Francy Boland como arreglista, en una línea muy cercana al West Coast jazz. Ha sido profesor del pianista Uri Caine.